# مظهر جروج
مظهر جروج ممثل  سوري

## من المسلسلات
- صايعين ضايعين  أنتاج عام 2011
- الدبور  أنتاج عام  2010 بدور أبو عاصف
- تحت المداس  أنتاج عام  2009  بدور أبو رائد
- بيت جدي2 (شام العدية)  أنتاج عام 2009  بدور درويش
- هيك تجوزنا  أنتاج عام 2008

## من المسرحيات
- سانتومان الفتى الخارق
- فارس الأرض
- الكواكب السحرية